# Campeonato da Oceania de Atletismo de 2002
O Campeonato da Oceania de Atletismo de 2002 foi a 6ª edição da competição organizada pela Associação de Atletismo da Oceania entre os dias 12 a 14 de dezembro de 2002. Teve como sede o Parque Queen Elizabeth II, na cidade de Christchurch, na Nova Zelândia, sendo disputadas 39 provas (20 masculino e 19 feminino). Foram realizados 9 eventos com atletas convidados (5 masculino e 4 feminino), além de um evento misto, não gerando medalhas para esses eventos. Teve como destaque a Nova Zelândia com 34 medalhas no total, 14 de ouro. 

## Medalhistas
Esses foram os resultados da competição. 

### Masculino
| Evento                                     | Ouro                                                                               | Ouro     | Prata                                                                         | Prata    | Bronze                                                                    | Bronze   |
| ------------------------------------------ | ---------------------------------------------------------------------------------- | -------- | ----------------------------------------------------------------------------- | -------- | ------------------------------------------------------------------------- | -------- |
| 100 metros                                 | Peter Pulu · Papua-Nova Guiné                                                      | 10.66    | Wagui Anau · Austrália                                                        | 10.84    | Justin Smith · Austrália                                                  | 10.92    |
| 200 metros                                 | Peter Pulu · Papua-Nova Guiné                                                      | 21.39    | Jeremy Dixon · Nova Zelândia                                                  | 21.57    | Craig Bearda · Nova Zelândia                                              | 21.61    |
| 200 metros (convite/exposição)             | Dallas Roberts · Nova Zelândia                                                     | 22.06w   | Hayden Fisher · Nova Zelândia                                                 | 22.84w   | Jarrod Adams · Nova Zelândia                                              | 22.91w   |
| 400 metros                                 | Jeffrey Bai · Papua-Nova Guiné                                                     | 49.03    | Hayden Fisher · Nova Zelândia                                                 | 49.37    | Moses Kamut · Vanuatu                                                     | 49.88    |
| 400 metros (convite/exposição)             | Jarrod Adams · Nova Zelândia                                                       | 50.56    | A. Crawford · Nova Zelândia                                                   | 52.87    |                                                                           |          |
| 800 metros                                 | Gareth Hyett · Nova Zelândia                                                       | 1:51.12  | Isireli Naikelekelevesi · Fiji                                                | 1:54.11  | Loresh Kumaran · Fiji                                                     | 1:57.82  |
| 1 500 metros                               | Gareth Hyett · Nova Zelândia                                                       | 3:53.64  | Paul Hamblyn · Nova Zelândia                                                  | 3:53.68  | Kader Touati · Polinésia Francesa                                         | 4:03.09  |
| 1 500 metros (convite/exposição)           | Mark Rodgers · Canadá                                                              | 3:59.84  | Clyde McIntosh · Canadá                                                       | 4:00.52  | Mark Bailey · Canadá                                                      | 4:04.61  |
| 5 000 metros                               | Ben Ruthe · Nova Zelândia                                                          | 15:05.27 | Terenzo Bozzone · Nova Zelândia                                               | 15:05.80 | Neil Weare · Guam                                                         | 15:30.47 |
| 5 km marcha atlética                       | Dip Chand · Fiji                                                                   | 28:27.76 |                                                                               |          |                                                                           |          |
| 110 metros barreiras                       | Avele Tanielu · Samoa                                                              | 15.18    | Mowen Boino · Papua-Nova Guiné                                                | 15.52    | Maluai Penaia · Samoa                                                     | 15.55    |
| 400 metros barreiras                       | Mowen Boino · Papua-Nova Guiné                                                     | 53.06    | Matthew Stratton · Nova Zelândia                                              | 54.12    | Gregory Hubbard · Austrália                                               | 54.44    |
| 3.000 metros com obstáculos                | Neville Smith · Nova Zelândia                                                      | 9:47.07  | Chris Votu · Ilhas Salomão                                                    | 10:09.86 | Henry Foufaka · Ilhas Salomão                                             | 10:31.35 |
| Meia maratona                              | Georges Richmond · Polinésia Francesa                                              | 1:10:40  | Henry Foufaka · Ilhas Salomão                                                 | 1:13:41  | Patrick Zambelli · Nova Caledônia                                         | 1:14:43  |
| 4×100 metros estafetas (convite/exposição) | Nova Zelândia "A" · Todd Mansfield · Jeremy Dixon · Craig Bearda · Adam Somerville | 42.14    | Austrália "A" · Peter Jackson · Justin Smith · Wagui Anau · Otis Gowa         | 42.23    | Ilhas Salomão "A"                                                         | 43.26    |
| 4×400 metros estafetas (convite/exposição) | Austrália "A" · Gregory Hubbard · Nathan Baart · Anthony McCourt · Joshua Brogan   | 3:27.34  | Canterbury "A"                                                                | 3:27.56  | Nova Zelândia "A" · Matt Stratton · Craig Bearda Ben Ruthe · Gareth Hyett | 3:28.04  |
| Revezamento medley 800 m                   | Papua-Nova Guiné · Henry Ben · Peter Pulu · Jeffrey Bai · Mowen Boino              | 1:31.17  | Nova Zelândia · Adam Somerville · Jeremy Dixon · Craig Bearda · Hayden Fisher | 1:31.89  | Fiji · Meki Meli · Henry Rogo · Moape Vu · Isireli Naikelekelevesi        | 1:34.38  |
| Salto em altura                            | Grant Knaggs · Nova Zelândia                                                       | 1.99     | Sandy Katusele · Papua-Nova Guiné                                             | 1.96     | Antonio Rahiman Mohammed · Fiji                                           | 1.96     |
| Salto com vara                             | Jacobus Nel · Nova Zelândia                                                        | 4.56     | Laurent Honoré · Nova Caledônia Tamatoa Laibe · Polinésia Francesa            | 4.30     |                                                                           |          |
| Salto em comprimento                       | Fagamanu Sofai · Samoa                                                             | 6.83w    | Matthew Sullivan · Nova Zelândia                                              | 6.82     | Harmon Harmon · Ilhas Cook                                                | 6.76w    |
| Salto triplo                               | Tim Hawkes · Nova Zelândia                                                         | 14.66w   | Fagamanu Sofai · Samoa                                                        | 14.64w   | Sandy Katusele · Papua-Nova Guiné                                         | 13.95w   |
| Arremesso de peso                          | Chris Mene · Samoa                                                                 | 14.22    | Sikipio Fihaki · Fiji                                                         | 14.03    | Salesi Ahokovi · Tonga                                                    | 13.96    |
| Lançamento de disco                        | Chris Mene · Samoa                                                                 | 50.52    | Jean-Pierre Totélé · Nova Caledônia                                           | 49.03    | Gilles Valdenaire · Polinésia Francesa                                    | 48.24    |
| Lançamento do martelo                      | Tane Edwards · Nova Zelândia                                                       | 50.54    | Jean-Pierre Totélé · Nova Caledônia                                           | 49.37    | Motekiai Ta'ufa · Tonga                                                   | 37.32    |
| Lançamento do dardo                        | Scott McFarlane · Nova Zelândia                                                    | 57.59    | Nathan Baart · Austrália                                                      | 49.66    | Batchelor Tukumoeta · Samoa Americana                                     | 45.48    |

### Feminino
| Evento                                     | Ouro                                                                              | Ouro     | Prata                                                                               | Prata    | Bronze                                                                 | Bronze   |
| ------------------------------------------ | --------------------------------------------------------------------------------- | -------- | ----------------------------------------------------------------------------------- | -------- | ---------------------------------------------------------------------- | -------- |
| 100 metros                                 | Makelesi Bulikiobo · Fiji                                                         | 12.22    | Latai Sikuvea · Tonga                                                               | 12.49    | Kate Schofield · Nova Zelândia                                         | 12.49    |
| 200 metros                                 | Makelesi Bulikiobo · Fiji                                                         | 24.21    | Kate Schofield · Nova Zelândia                                                      | 24.93    | Latai Sikuvea · Tonga                                                  | 25.03    |
| 200 metros (convite/exposição)             | Phillippa Duncan · Canadá                                                         | 26.84w   | Clare Hutchinson · Canadá                                                           | 27.53w   | Amy McKay · Canadá                                                     | 27.54w   |
| 400 metros                                 | Makelesi Bulikiobo · Fiji                                                         | 56.67    | Rachel Signal · Nova Zelândia                                                       | 57.21    | Sarah Johnston · Nova Zelândia                                         | 57.57    |
| 400 metros (convite/exposição)             | Alice Webster · Canadá                                                            | 63.12    | Julia Averill · Canadá                                                              | 63.49    | Hannah Falvey · Canadá                                                 | 63.69    |
| 800 metros                                 | Liz Auld · Nova Zelândia                                                          | 2:11.79  | Hillary Bloomfield · Austrália                                                      | 2:23.11  | Miriam Goiye · Papua-Nova Guiné                                        | 2:26.00  |
| 1 500 metros                               | Liz Auld · Nova Zelândia                                                          | 4:38.37  | Melissa Thomas · Nova Zelândia                                                      | 4:41.49  | Hillary Bloomfield · Austrália                                         | 5:00.46  |
| 5 000 metros                               | Brooke Eddy · Nova Zelândia                                                       | 16:58.72 | Sophie Joynes · Austrália                                                           | 18:35.05 | Banrenga Baikia · Kiribati                                             | 23:10.46 |
| 100 metros barreiras                       | Rachel Rogers · Fiji                                                              | 15.39    | Marie Yongomene · Nova Caledônia                                                    | 15.74    | Melesia Mafile'o · Tonga                                               | 16.11    |
| 400 metros barreiras                       | Mae Koime · Papua-Nova Guiné                                                      | 69.15    | Vikatolia Manumu'a · Tonga                                                          | 70.37    |                                                                        |          |
| 2.000 metros com obstáculos                | Brooke Eddy · Nova Zelândia                                                       | 6:56.52  | Riana Dinsmore · Austrália                                                          | 7:19.16  | Rachel Pedersen · Austrália                                            | 8:00.16  |
| Meia maratona                              | Kylie Colum · Austrália                                                           | 1:18:57  | Ericka Ellis · Nova Caledônia                                                       | 1:27:17  | Sophie Joynes · Austrália                                              | 1:27:54  |
| 4×100 metros estafetas (convite/exposição) | Nova Zelândia "A" · Anne Marie Spragg · Aimee Lynch · Amber Grogan · Sophie Chiet | 48.12    | Austrália "A" · Kimara Timms · Elianna Suluvale · Rachel Phillips · Kate Smith      | 49.89    | Canterbury "A"                                                         | 50.01    |
| 4×400 metros estafetas (convite/exposição) | Austrália "A" · Rachel Pederson · Kimara Timms · Rachel Phillips · Nicole Burry   | 4:01.71  | Nova Zelândia "A" · Rachel Signal · Clare Goodwin · Liz Auld · Sarah Johnston       | 4:03.04  | Canterbury "A"                                                         | 4:15.41  |
| Revezamento medley 800 m                   | Fiji · Rachael Rogers · Litiana Miller · Makelesi Bulikiobo · Mereoni Raluve      | 1:45.09  | Nova Zelândia · Anne Marie Spragg · Sarah Johnston · Kate Schofield · Rachel Signal | 1:47.94  | Austrália · Kate Smith · Kimara Timms · Rachel Phillips · Nicole Burry | 1:58.92  |
| Salto em altura                            | Elizabeth Murphy · Austrália Tiffany Pickford · Nova Zelândia                     | 1.69     |                                                                                     |          | Sarah Johnston · Nova Zelândia                                         | 1.63     |
| Salto com vara                             | Sophie Chiet · Nova Zelândia                                                      | 3.61     | Marion Becker · Nova Caledônia                                                      | 2.80     |                                                                        |          |
| Salto em comprimento                       | Elizabeth Murphy · Austrália                                                      | 5.78w    | Tatum Rickard · Nova Zelândia                                                       | 5.64w    | Melesia Mafile'o · Tonga                                               | 5.62w    |
| Salto triplo                               | Melesia Mafile'o · Tonga                                                          | 12.16w   | Marie Yongomene · Nova Caledônia                                                    | 12.13w   | Tatum Rickard · Nova Zelândia                                          | 12.04w   |
| Arremesso de peso                          | Ana Po'uhila · Tonga                                                              | 15.66    | Melehifo Uhi · Tonga                                                                | 13.78    | Joanne Morris · Austrália                                              | 13.05    |
| Lançamento de disco                        | Melehifo Uhi · Tonga                                                              | 51.01    | Ana Po'uhila · Tonga                                                                | 45.11    | Tereapii Tapoki · Ilhas Cook                                           | 40.87    |
| Lançamento do martelo                      | Sharyn Tennent · Austrália                                                        | 54.63    | Debbie McCaw · Nova Zelândia                                                        | 47.87    | Amélia Tui · Nova Caledônia                                            | 46.85    |
| Lançamento do dardo                        | Linda Selui · Nova Caledônia                                                      | 47.90    | Kate Smith · Austrália                                                              | 45.72    | Jennifer Greatbatch · Nova Zelândia                                    | 40.90    |

### Misto
| Evento               | Ouro                    | Ouro     | Prata                     | Prata    | Bronze                   | Bronze   |
| -------------------- | ----------------------- | -------- | ------------------------- | -------- | ------------------------ | -------- |
| 3 km marcha atlética | Kelly Shadbolt · Canadá | 16:26.29 | Keith Rutherford · Canadá | 16:32.14 | Patrick Enright · Canadá | 17:51.82 |

## Quadro de medalhas
| Ordem | País               | Medalha de ouro | Medalha de prata | Medalha de bronze | Total |
| ----- | ------------------ | --------------- | ---------------- | ----------------- | ----- |
| 1     | Nova Zelândia      | 14              | 14               | 6                 | 34    |
| 2     | Fiji               | 6               | 2                | 3                 | 11    |
| 3     | Papua-Nova Guiné   | 6               | 2                | 2                 | 10    |
| 4     | Austrália          | 4               | 6                | 7                 | 17    |
| 5     | Samoa              | 4               | 1                | 1                 | 6     |
| 6     | Tonga              | 5               | 4                | 5                 | 12    |
| 7     | Nova Caledônia     | 1               | 7                | 2                 | 10    |
| 8     | Polinésia Francesa | 1               | 1                | 2                 | 4     |
| 9     | Ilhas Salomão      | 0               | 2                | 1                 | 3     |
| 10    | Ilhas Cook         | 0               | 0                | 2                 | 2     |
| 11    | Samoa Americana    | 0               | 0                | 1                 | 1     |
| 11    | Guam               | 0               | 0                | 1                 | 1     |
| 11    | Kiribati           | 0               | 0                | 1                 | 1     |
| 11    | Vanuatu            | 0               | 0                | 1                 | 1     |
| Total | Total              | 39              | 39               | 35                | 113   |

## Participantes (não oficial)
A participação de atletas de 16 países pode ser determinada no grupo de notícias Cool Running New Zealand.  Atletas do Canadá e outros atletas da Nova Zelândia competiram como convidados não recebendo medalhas.
| - Samoa Americana - Austrália - Ilhas Cook - Fiji - Guam - Kiribati | - Estados Federados da Micronésia - Nauru - Nova Caledônia - Nova Zelândia - Papua-Nova Guiné | - Samoa - Ilhas Salomão - Polinésia Francesa - Tonga - Vanuatu |

Legenda
| Recorde mundial       | Recorde mundial (World record)               |                       | Recorde africano                      | Recorde africano (African) |                                           | Q | Classificado por posição (Qualified) |
| Recorde do campeonato | Recorde do campeonato (Championship record)  | Recorde da América    | Recorde da América (Americas)         | q                          | Classificado por melhor tempo (Qualified) |   |                                      |
| Melhor marca do ano   | Melhor marca do ano (World leading)          | Recorde asiático      | Recorde asiático (Asian)              | DNS                        | Não largou (Did not start)                |   |                                      |
| Recorde nacional      | Recorde nacional (National record)           | Recorde europeu       | Recorde europeu (European)            | DNF                        | Não terminou (Did not finish)             |   |                                      |
| Recorde pessoal       | Recorde pessoal do atleta (Personal best)    | Recorde da Oceania    | Recorde da Oceania (Oceania)          | DSQ / DQ                   | Desclassificado (Disqualified)            |   |                                      |
| Recorde da temporada  | Recorde da temporada do atleta (Season best) | Recorde sul-americano | Recorde sul-americano (South America) | NM                         | Sem marca (No mark)                       |   |                                      |